# Purificación Martín Campos
Purificación Martín Campos   (Herrera, 1958 - Sant Celoni, 8 de febrer de 2020)va ser una activista social i política catalana. Puericultora de professió, va ser membre activa de la PAH Baix Montseny des dels seus inicis, i regidora de la CUP de l'Ajuntament de Sant Celoni. Se l'ha reconegut sempre per la defensa dels drets socials, inicialment en la seva lluita per aconseguir millores per a les urbanitzacions del Montnegre i posteriorment com a membre activa de la PAH del Baix Montseny des dels seus inicis participant en diferents manifestacions i accions de protesta en entitats bancàries per evitar desnonaments.